# Lajamanu
Lajamanu – miejscowość na obszarze Terytorium Północnego w Australii, położona na północnym skraju pustyni Tanami, około 560 km na południowy zachód od Katherine.

## Język
Większość mieszkańców Lajamanu jest głównie pochodzenia aborygeńskiego. Mieszkańcy zostali przymusowo osiedleni przez rząd. Jako język  swojego dziedzictwa używali oni języka warlpiri. Miejscowa szkoła była dwujęzyczna, w której uczono języka angielskiego i walpiri. Gdy jednak władze ograniczyły dostęp do nauki warlpiri frekwencja w szkole znacząco spadła. W wyniku tego młodsi mieszkańcy Lajamanu na bazie języka walpiri, angielskiego i kreolskiego wytworzyli własny język nazwany „lekkim walpiri”, który używają jako język pierwszy, ojczysty. Język ten jest w pełni samodzielny i pełnoprawny, posiada osobną składnię i fleksję.